# Белош Вукановић
Белош или Белуш (Белус, Бјелош, Albeus; 1142 — 1157. (1163 — прије 1198) био је велики жупан Србије око 1162. године. Припадао је династији Вукановића. Био је син великог жупана Уроша I и брат великих жупана Уроша II и Десе. Белошева сестра Јелена била је угарска краљица и супруга краља Беле II (1131-1141), тако да је Белош по одласку на угарски двор постао палатин Краљевине Угарске и бан Далмације и Хрватске, а помиње се и са титулом херцега (dux). Када је око 1162. године дошло до српско-византијског сукоба, Белош је по вољи византијског цара Манојла I постао нови велики жупан, али се убрзо након тога и вратио у Угарску, где је касније и умро, пре 1198. године. Имао је ћерку која се око 1150. године удала за руског кнеза Владимира III Мстиславича.
Послије смрти свога шурјака Беле Белош је са сестром Јеленом преузео туторство над њеним недораслим синовима, међу којима је најстарији био угарски краљ Геза II (1141—1161). Да би концентрисао што више власти у својим рукама, Белош је преузео титулу палатина у Угарској и бана у Далмацији и Хрватској. Са својим савезницима енергички одбијао нападе византијског цара Манојла I Комнина и царева Светог римског царства, који су против његовог штићеника Гезе помагали претендента Бориса Коломановића. Око 1158. Белош се одрекао се банске и палатинске части и вратио се у Србију, гдје га је 1162, након свргавања одметнутог Уроша II, Манојло I Комнин поставио за великог жупана. Али Белош није остао дуго у својој отаџбини, него се опет вратио у Угарску, док је великожупански престо припао најмлађем брату Деси. Белош се већ 1163. спомиње се опет као далматинско-хрватски бан. За време боравка у Угарској, у данашњем Баноштору на Дунаву саградио је велики манастир, који је обилато даровао. У Белошево време мјесто у којем је подигао своју задужбину носило је име Кун (Kewe), а онда су га почели називати Банов манастир (мађ. Ban monostra), па је тако постало и данашње име Баноштор.

## Име
Најстарији помен Белошевог имена потиче из кодекса који се чувао у манастиру Адмонту у Штајерској. Белешка у којој је споменут Белош унета је убрзо након смрти краља Беле II (1141). У овом кодексу јавља се облик имена Belos. Кћи краља Беле, Софија, Белошева сестричина, живела је у овом манастиру. Код Кинама се име српског принца наилази у два облика: као Белош и Белуш. Као Белуша га помиње када се налазио на престолу великог жупана. Име српског принца потекло је од словенског корена Бел од којих су настала и друга средњовековна имена, попут Белимир, Белослав и др. Име Белош јавља се и касније, нпр. у Дечанској хрисовуљи. У немачкој хроници Хенрика од Мигелна, Белош је назван Polislau. У повељи краља Стефана IV јавља се у облику Белуш (Belus banus).

## Породица
Белош је био син српског великог жупана Уроша I и Ане. Такође, Белош је био брат Уроша II, наследника Уроша I. Имао је још једног брата, Десу, који је такође био српски жупан у периоду од 1161. до 1165. године. Такође, имао је две сестре: Јелену и Марију. Јелена је била супруга угарског краља Беле II Слепог. Марија се удала за чешког племића из династије Пшемисловића, Конрада II од Знојма.

## Детињство и младост
Година рођења Белоша се не зна. Рођен је између 1110. и 1115. године. Умро је током последње деценије 12. века, јер се као покојни помиње у писму папе Иноћентија III 1198. године. То је за средњи век био веома дуг животни век. Детињство и младост провео је у Србији, да би касније отишао на двор своје сестре, угарске краљице Јелене. Касније се враћа у Србију и постаје велики жупан, да би био принуђен да поново оде у Угарску. Тамо је и умро на свом поседу у Срему.

## Белошев боравак у Угарској

### Година доласка
Не зна се када је Белош напустио Србију и отишао у Угарску. Свакако, пошто се зна да је отишао на двор своје сестре Јелене, то не би могло бити пре 1129. године када је склопљен брак између Јелене и краља Беле II. Следеће године рођен је Геза, најстарији Јеленин син. Бела је преузео власт након смрти свог оца Стефана II 1131. године. Владао је следећих десет година, до своје смрти 1141. године. Белош се први пут у Угарској помиње у повељи краља Гезе из 1142. године. Јавља се том приликом са титулом "dux", односно титулом херцега или војводе. Она је додељивана најближим сродницима владајуће угарске династије Арпада. Постоје два документа која откривају у које време је Белош дошао у Угарску. То су кодекс манастира Адмонта у Штајерској и дело Јована Кинама.
Година издања првог текста није позната. Он помиње сабор у Острогону на коме је Бела своме сину Ладиславу доделио херцештво босанско, што се десило 1137. или 1139. године. У исправи пише да је краљ Бела дао сагласност кнезу Мартину да своје поседе може даровати манастиру Светог Петра у Чатару у заладској жупанији. Привилегију је касније потврдио син Беле, Геза, а као сведок се јавља Белош поред осталих достојанственика двора. Текст је свакако настао после Белине смрти. Питање је да ли је Бела подржавао уступање Босне свом сестрићу Ладиславу на сабору у Острогону.
Податке о Белошу даје нам и византијски хроничар Јован Кинам. По Кинаму, Белош је спадао међу виђеније људе код "Далмата", односно Срба. Отишао је у Угарску и тамо провео дуго времена. Учествовао је у образовању краља Гезе још од његовог детињства. Кинамов текст упућује да је Белош провео и претходне године на угарском двору. Како је Геза рођен 1130. године, он је по доласку на власт имао свега 11 година. По средњовековној терминологији, 11 година није рано детињство. Стога је јасно да се Белош налазио на угарском двору још за живота Беле II. Постоји податак да се Белошева кћи удала 1150. године за руског кнеза Владимира Мстиславича. Ако је тада имала 15 година, минимум за склапање брака, рођена је око 1135. године. Белош је тада могао имати чак 25 година. Вероватно је отишао у Угарску после 1135. године, а свакако пре смрти краља Беле фебруара 1141. године. Васпитавајући сина слепог краља, Белош је понео титулу dux.

### Титуле
Геза је дошао на власт као малолетник. Имао је свега 11 година. Због тога су главну реч у Угарској у почетним годинама Гезине владавине водили његова мајка Јелена и њен брат Белош. Геза је тек 1146. године, на јесен, проглашен за витеза. Белош је и после те године практично владао Угарском, носећи високе титуле. Најпре је носио титулу dux са којом се јавља на почетку Гезине владавине. Године 1144. први пут се јавља са титулом хрватско-далматинског бана. Као бан се јавља и надаље, 1146, 1148, 1150, 1151-1152, 1156. и 1157. године. Дакле, за време свог боравка у Угарској, најдуже је носио банску титулу (1144-1157), те га таквим ослобљава и Јован Кинам, додајући да је заузимао "један од првих положаја у Угарској". Белош се јавља и са титулом палатина. Палатин је била највиша титула на угарском двору. Основне полуге краљеве власти биле су у рукама палатина. Палатин је имао војна и судска овлашћења, управљао је краљевим добрима, приходима владара и замењивао га је у битним пословима. Белош се 1146. и 1157. године помиње истовремено и као палатин и као бан. Ипак, остао је упамћен више по банској него по титули палатина. Поп Црнота га 1144. године у тестаменту помиње, пишући да је он састављен "у време владе угарског краља Гезе и бана Белоша". Период деловања Белоша у мађарској историографији познато је као "доба владе бана Белоша".
Белош се као палатин и бан последњи пут помиње у оснивачкој повељи грофа Валфера за бенедиктански манастир Светог Мартина у Угарској (1157). После пролећа те године, када је повеља састављена, губи му се траг. Вероватно је те године напустио Угарску. Разлог се не зна. Могуће је да се сукобио са Гезом II, могуће да је био огорчен променом спољне политике земље или из неког другог разлога више није желео живети у Угарској.

### Политика према Русима
Угарска се у време Белошевог боравка граничила на западу са Светим римским царством и Војводством Аустријом, као и са Чешком и Моравском, на северу са Пољском, а на истоку са руским кнежевинама које су биле међусобно у сукобу након смрти Владимира II Мономаха (1125). Галиција и Волинија имала је највећи значај за Угарску, а угарски двор је мешањем у унутрашње прилике у овој кнежевини утицао на борбе око кијевског престола. На југу се Угарска граничила са Византијским царством и Србијом.
Белош се бавио приликама у руским кнежевима. Тако је лично предводио угарске чете које су 1144. године кренуле у помоћ галицијском кнезу Владимирку Володаревичу који се борио против кијевског великог кнеза Всеволода. Владимирко је раније учествовао на страни краља Беле у борби против претендента на угарски престо, Бориса Коломановича, сина краља Коломана. Две године касније склопљен је брак између краља Гезе II и Еуфросине, унуке кијевског великог кнеза Владимира Мономаха. Еуфросина је такође била сестра Изјаслава Мстиславича. Како је Геза 1146. године, у време када је брак склопљен, имао свега 16 година, утицај Белоша био је пресудан. Изјаслав је био кијевски кнез у периоду од 1146. до 1154. године. У борбама за одржање на престолу више пута помагали су му Угари. Да је био близак са Белошем показао је брак између Белошеве ћерке и Изјаславовог брата Владимира Мстиславича, кнеза луцког и кнеза Волиније. Име ове ћерке није познато, а у Русији је била позната као "бановна".
Бановна се удала за Владимира у време огорчених борби међу супарничким кнежевима. У претходној деценији створене су две политичке струје на руским просторима. Прва је била окупљена око Изјаслава Мстиславича који је августа 1146. године понео титулу кијевског великог кнеза. Прва је била окупљена око Изјаславовог стрица Јурија Владимировича Долгоруког, кнеза суздаљског. Изјаслав је убрзо дошао у сукоб и са Византијом поводом црквених питања. Сабор руских епископа је 1147. године без сагласности цариград ског патријарха изабрао епископа Климента за кијевског митрополита. Јуриј је одбио да призна новог црквеног поглавара. Стекао је подршку Византије. Изјаслава је подржавала Угарска, односно Белош. Непријатељство Угарске и Византије било је подстакнуто и деловањем Бориса Коломановича коме је Цариград пружао уточиште. Тако су се Угари на руском бојишту борили против присталица Манојла Комнина. Угари су чак у 6 наврата помагали између 1148. и 1152. године Изјаслава који је 1149. године био присиљен да напусти Кијев. Уследио је брак Белошеве ћерке и Владимира Мстиславича која је допринела снажењу савеза и повратку Изјаслава на престо.

### Борба против Бориса Коломановича
Византија и Свето римско царство били су у успону у време Белошевог деловања. Оба царства имала су универзалистичке царске претензије, те су настојала наметнути врховну власт Угарској. У томе им је помагао Борис, син угарског краља Коломана. Борисову мајку Еуфемију Коломан је отерао из Угарске због неверства, те Борис никада од угарског краља није прихваћен за сина. Након очеве смрти, покушао је да се избори за своја права на престо најпре против Стефана, а потом и против Беле, што му није пошло за руком. Делатност у борби за престо обновио је 1146. године. Посредством чешког војводе Владислава II, Борис се повезао са Хоенштауфовцима, односно царем Конрадом. Конрад му је обезбедио подршку баварског војводе Хенриха II Бабенберга. Борис је са тим снагама напао Угарску 1146. године освајајући град Пожун (данашња Братислава). Управо током овог рата, Геза је проглашен витезом у једној дрвеној цркви. Прави владар Угарске у време рата био је Белош који је предузео и одбрану земље. Баварско-аустријску војску предводио је сам војвода Хенрих. Две војске сукобиле су се 11. септембра 1146. године код реке Лајте. Хенрих је напао главнину снага којима је командовао Белош. Бан је предузео контранапад и нанео тежак пораз баварској војсци. Велики број племића Баварске остао је да лежи на бојном пољу или је погинуо приликом повлачења. По изворима, погинуло је 7000 непријатељских војника. Хенрих је побегао у Беч. Конрад није предузео осветнички напад.
Победа на Лајти донела је славу Белошу. У једном од извора сачувана је белешка да је угарски краљ новцем поткупио "Велфа" на побуну против немачког краља. Реч је о Велфу VI из познате немачке породице којој су Хоенштауфовци, по доласку Конрада на власт, одузели Саксонију и Баварску. Услед тога је избио сукоб Велфа и Хоенштауфоваца у који су се укључивали и околни владари. Нормански владар Роџер II стао је уз Велфа. Изгледа да је и Белош пружио подршку Велфу. Како је Геза био малолетан, угарска подршка коју помиње извор морала је потећи од Белоша.

### Рат против Византије
Средином 12. века образована је широка антивизантијска коалиција коју су чинили Угари, Срби и Нормани. Велф је такође пружио подршку борби против Манојла. На великожупанском престолу налазио се Белошев брат Урош II. Управо је овај сроднички однос помогао склапању савеза између Србије и Угарске против Византије. Белош се могао сећати првог рата са Византијом кога је водио његов отац Урош, а кога помињу и Кинам и Никита Хонијат. Урош је на почетку рата заузео Рас, али је после две године поражен и присиљен на мир. Део Срба расељен је чак у Малу Азију. Јован II Комнин је нанео тежак пораз и угарском краљу Стефану II (Белином оцу, односно Гезином деди) устаљујући границу на Дунаву и освајајући Београд и Браничево.
По Кинаму, кривац за угарско-византијски рат управо је био Белош. По Кинаму, Белош је наговарао Гезу да крене у поход на Далмацију. Чим је чуо за продор Грка у Далмацију, Геза је, на подстрек Белоша, ступио у рат на страни Срба. Ово је разлог избијања рата између две државе. Византијски поход на Србију завршен је битком на Тари 1150. године у коме су учествовали и Угари, под вођством Вакхина. По Кинаму, Белош је хтео да потчини Србију Угарској. Након битке на Тари, Манојло је напао Угарску у жељи да се освети за подршку Србима. Угарску војску предводио је Белош лично. Грци су освојили Земун, након чега је Белош напао и присилио Манојла на повлачење.
Године 1153. Андроник I Комнин, тада управник византијског пограничног подручја према Угарској, испољио је претензије на престо. Кинам је убележио да је ступио у савез са Угарима обративши се за помоћ краљу Гези. Како је Белош тада водио политику Угарске, реалније је да се Андроник обратио њему, а не краљу од 23 године. Андроник је Гези нудио подручје које је сада држао, односно област до Ниша. Вероватно је управо Белош један од "пеонских великаша" са којима је Андроник био у дослуху. Манојло је прозрео планове и ухапсио Андроника. Потом је византијски цар покренуо поход против Уроша II у циљу да га примора да "раскине уговор са Хунима". Геза је, не знајући за Андроникову судбину, напао Браничево. Манојло је успео да спасе град од освајања, али је поражен код Београда. На Манојловој страни том приликом учествовао је и босански бан Борић.

## Српски велики жупан
Белош се као велики жупан помиње једино у делу Јована Кинама. Како је речено, од 1157. године Белош се не помиње у изворима у Угарској. Кинам нам даје следећу причу: Након Гезине смрти (31. мај 1162. године), у Угарској је био обичај да браћа наследе круну. Тада је Геза имао два брата: Ладислава и Стефана. Стефан је био ожењен Маријом, ћерком византијског севастократора Исака Комнина. Геза је, међутим, престо оставио не браћи, него сину Стефану III. Манојло је подржавао Гезину браћу насупрот Стефану. Угари су, по Кинаму, бојећи се доласка Манојлових трупа, предали престо Ладиславу који је крунисан јула 1162. године. Кинам потом описује прилике у Србији. Манојло је кренуо у Филипопољ како би средио прилике у Србији. Тада је земљом управљао Примислав. Цар га збацује и на власт доводи његовог брата Белуша. Примислав је на управу добио неку издвојену област. Белош је после кратке владавине оставио владарске знаке и напустио отаџбину. Отишао је у хунску (угарску) земљу. Провевши тамо дуже време, преселио се из овог живота.
По Кинамовом извештају, Белош је живео у Србији када је дошао на власт, након што је Манојло свргао Примислава. О Белошевом боравку у Србији посредно сведочи и вест забележена у делу Рахевина, капелана и нотара Отона Фрајзиншког, који је наставио дело о Фридриху I Барбароси. Рахевин пише да је млади Стефан, Гезин син, побегао на двор Фридриха Барбаросе, пред ким је изнесен спор. Изричито се наводи да је ујак Гезине браће, Белош, подржавао Стефана. Уз помоћ Барбаросе, Стефан је преко Млетачке републике побегао у Цариград где је добио подршку цара Манојла. Како је сукоб између Стефана и Гезине браће тињао још за Гезиног живота, можда је Белош напустио Угарску као представник струје која је подржавала Стефана. Иако је Белош можда већ 1157. године напустио Угарску, он није могао постати велики жупан пре 1162. године, јер Кинам даје причу о његовом доласку на великожупански престо после Гезине смрти.

## Последње године
Белош се помиње 1163. године у исправи Стефана IV као бан: "Belus banus". Међу Стефановим присталицама помиње се, поред Белоша, и босански бан Борић. Тако се Белош нашао на страни присталица Манојла Комнина. Стефан IV је, међутим, поражен од стране Гезиног сина јуна 1163. године. Стефан старији се повукао у Цариград где је поново тражио помоћ византијског цара. Ипак, Манојло је ступио у преговоре са Гезиним сином који су завршени успешно. Уговорен је 1163. године династички брак између Беле, млађег брата Стефана III и Марије, Манојлове старије ћерке. Белош се не помиње у борбама које су настављене. Остатак живота провео је у Угарској. Временом је стекао поседе у тој земљи. Они су се налазили у Срему, на месту данашњег Баноштора. Тамо је Белош изградио манастир посвећен Светом Стефану, кога је даривао. Манастир помиње папа Иноћентије у писму калочком надбискупу 1198. године. Тада се Белош помиње као мртав. Белош је умро у Угарској у дубокој старости. Година смрти није позната, али је свакако умро пре 1198. године, вероватно и много раније.

### Породично стабло
|  |                             |  |  |  |  |  |  |  |  |  |  |  |  |  |  |  |
|  | (?) Петрислав Војислављевић |  |  |  |  |  |  |  |  |  |  |  |  |  |  |  |
|  |                             |  |  |  |  |  |  |  |  |  |  |  |  |  |  |  |
|  |                             |  |  |  |  |  |  |  |  |  |  |  |  |  |  |  |
|  | (?) Марко                   |  |  |  |  |  |  |  |  |  |  |  |  |  |  |  |
|  |                             |  |  |  |  |  |  |  |  |  |  |  |  |  |  |  |
|  |                             |  |  |  |  |  |  |  |  |  |  |  |  |  |  |  |
|  | Урош I Вукановић            |  |  |  |  |  |  |  |  |  |  |  |  |  |  |  |
|  |                             |  |  |  |  |  |  |  |  |  |  |  |  |  |  |  |
|  |                             |  |  |  |  |  |  |  |  |  |  |  |  |  |  |  |
|  | Белош Вукановић             |  |  |  |  |  |  |  |  |  |  |  |  |  |  |  |
|  |                             |  |  |  |  |  |  |  |  |  |  |  |  |  |  |  |
|  |                             |  |  |  |  |  |  |  |  |  |  |  |  |  |  |  |
|  | Роман IV Диоген             |  |  |  |  |  |  |  |  |  |  |  |  |  |  |  |
|  |                             |  |  |  |  |  |  |  |  |  |  |  |  |  |  |  |
|  |                             |  |  |  |  |  |  |  |  |  |  |  |  |  |  |  |
|  | (?) Константин Диоген       |  |  |  |  |  |  |  |  |  |  |  |  |  |  |  |
|  |                             |  |  |  |  |  |  |  |  |  |  |  |  |  |  |  |
|  |                             |  |  |  |  |  |  |  |  |  |  |  |  |  |  |  |
|  | Ана Комитопул               |  |  |  |  |  |  |  |  |  |  |  |  |  |  |  |
|  |                             |  |  |  |  |  |  |  |  |  |  |  |  |  |  |  |
|  |                             |  |  |  |  |  |  |  |  |  |  |  |  |  |  |  |
|  | Ана                         |  |  |  |  |  |  |  |  |  |  |  |  |  |  |  |
|  |                             |  |  |  |  |  |  |  |  |  |  |  |  |  |  |  |
|  |                             |  |  |  |  |  |  |  |  |  |  |  |  |  |  |  |
|  | Јован Комнин                |  |  |  |  |  |  |  |  |  |  |  |  |  |  |  |
|  |                             |  |  |  |  |  |  |  |  |  |  |  |  |  |  |  |
|  |                             |  |  |  |  |  |  |  |  |  |  |  |  |  |  |  |
|  | (?) Теодора Комнина         |  |  |  |  |  |  |  |  |  |  |  |  |  |  |  |
|  |                             |  |  |  |  |  |  |  |  |  |  |  |  |  |  |  |
|  |                             |  |  |  |  |  |  |  |  |  |  |  |  |  |  |  |
|  | Ана Даласина                |  |  |  |  |  |  |  |  |  |  |  |  |  |  |  |
|  |                             |  |  |  |  |  |  |  |  |  |  |  |  |  |  |  |
|  |                             |  |  |  |  |  |  |  |  |  |  |  |  |  |  |  |